# Styphninsäure
Styphninsäure ist eine aromatische Nitroverbindung, die gelbe Kristalle bildet. Sie ist eine zweibasige Säure. Die Salze der Styphninsäure werden als Styphnate bezeichnet. Das Bleisalz, Bleistyphnat, wird in der Sprengtechnik in Zündsätzen verwendet.

## Gewinnung und Darstellung
Styphninsäure wird durch Umsetzung von Resorcin mit Schwefelsäure zu Resorcindisulfonsäure und anschließende Nitrierung mit Salpetersäure hergestellt.

## Eigenschaften
- Gelbe, hexagonale, adstringierend schmeckende Kristalle.
- Wird durch Sublimation im Hochvakuum nahezu farblos und färbt sich durch Luftkontakt wieder gelb bis gelbbraun.
- Deflagriert beim raschen Erhitzen.
- Schwer löslich in kaltem Wasser, löslich in heißem Wasser .
- Leicht löslich in Ethanol, Ethylacetat und Ether. Kristallisiert aus Eisessig als Solvat.
- Styphninsäure bildet mit vielen organischen Stoffen (aromatischen Kohlenwasserstoffen) Additionsverbindungen mit charakteristischen Schmelzpunkten.

Die Verbindung ist im trockenen Zustand durch Schlag, Reibung, Wärme und andere Zündquellen besonders explosionsgefährlich und fällt im Umgang unter das Sprengstoffgesetz.
| Sauerstoffbilanz      | −35,9 %[4]                                       |
| Stickstoffgehalt      | 17,15 %[4]                                       |
| Normalgasvolumen      | 824 l·kg−1[4]                                    |
| Explosionswärme       | 3312 kJ·kg−1 (H2O (l)) 3204 kJ·kg−1 (H2O (g))[4] |
| Spezifische Energie   | 959 kJ·kg−1 (68,1 mt/kg)[4]                      |
| Bleiblockausbauchung  | 28,4 cm3·g−1[4]                                  |
| Verpuffungspunkt      | 257 °C[4]                                        |
| Stahlhülsentest       | Grenzdurchmesser 14 mm[4]                        |
| Schlagempfindlichkeit | 7,4 Nm[4]                                        |
| Reibempfindlichkeit   | bis 353 N Stiftbelastung keine Reaktion[4]       |
Die Verbindung gilt als relativ schwacher Sprengstoff, der durch starke Initialzündung detoniert. Die Sprengkraft liegt geringfügig über der von TNT.

## Verwendung
Sein Bleisalz Bleistyphnat dient als Initialsprengstoff in Zündsätzen.